# Moringa stenopetala
Moringa stenopetala (Baker f.) Cufod., 1957 è un albero tropicale appartenente alla famiglia Moringaceae, endemico dell'Africa orientale e principalmente presente  in Kenya settentrionale ed Etiopia meridionale.

## Distribuzione e habitat ideale
Una delle aree principali di coltivazione di Moringa stenopetala è il territorio Konso dove essa è ampiamente coltivata per le sue foglie commestibili. Oltre ad essere coltivata nei terreni in terrazza, è presente anche nei villaggi dove domina la copertura legnosa: le macchie verdi chiaro del suo fogliame segnalano gli insediamenti konso nel paesaggio.

## Caratteristiche
Essa presenta un'ottima resistenza alla siccità e si adatta bene quindi ai territori aridi o semi-aridi. Pianta ideale che potrebbe anche risolvere i problemi di siccità prolungate negli altri paesi ad esempio del corno d'Africa, la Moringa stenopetala, è stata inventariata nell'arca del gusto – slow food.

## Usi alimentari
La Moringa si distingue dagli altri alberi del sistema agroforestale konso da suo ruolo rigorosamente alimentare. Le foglie sono vendute sui mercati locali come ortaggio e  entrano nella composizione di un piatto consumato giornalmente, chiamato dama: parte molto importante nella dieta locale, la dama è una pallina  di cereali (sorgo in generale) arrotolata con foglie di morenga bollite e che può essere consumata in media due a tre volte al giorno.

## Galleria d'immagini

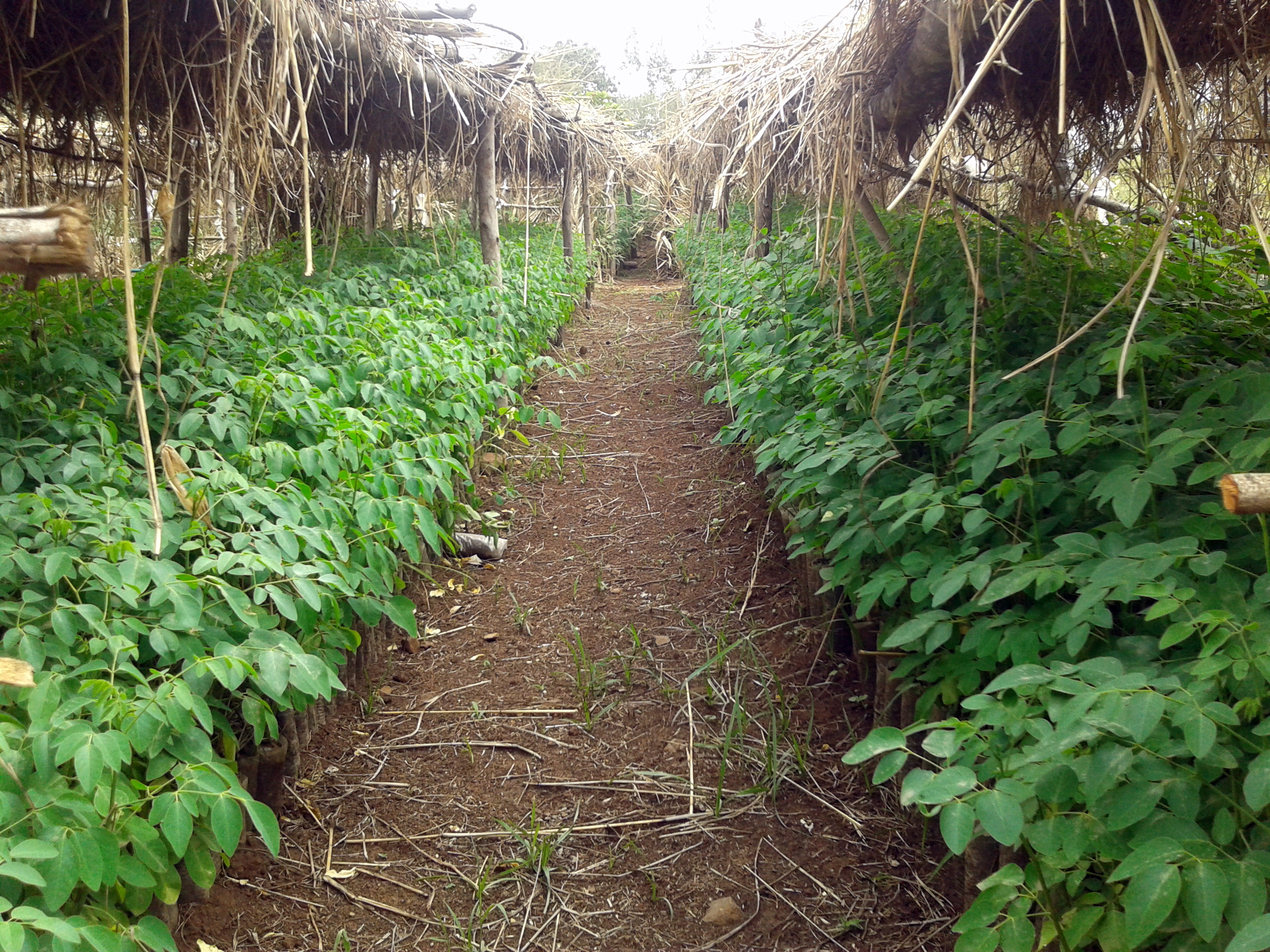
Vivaio di Moringa stenopetala nel Guraghé
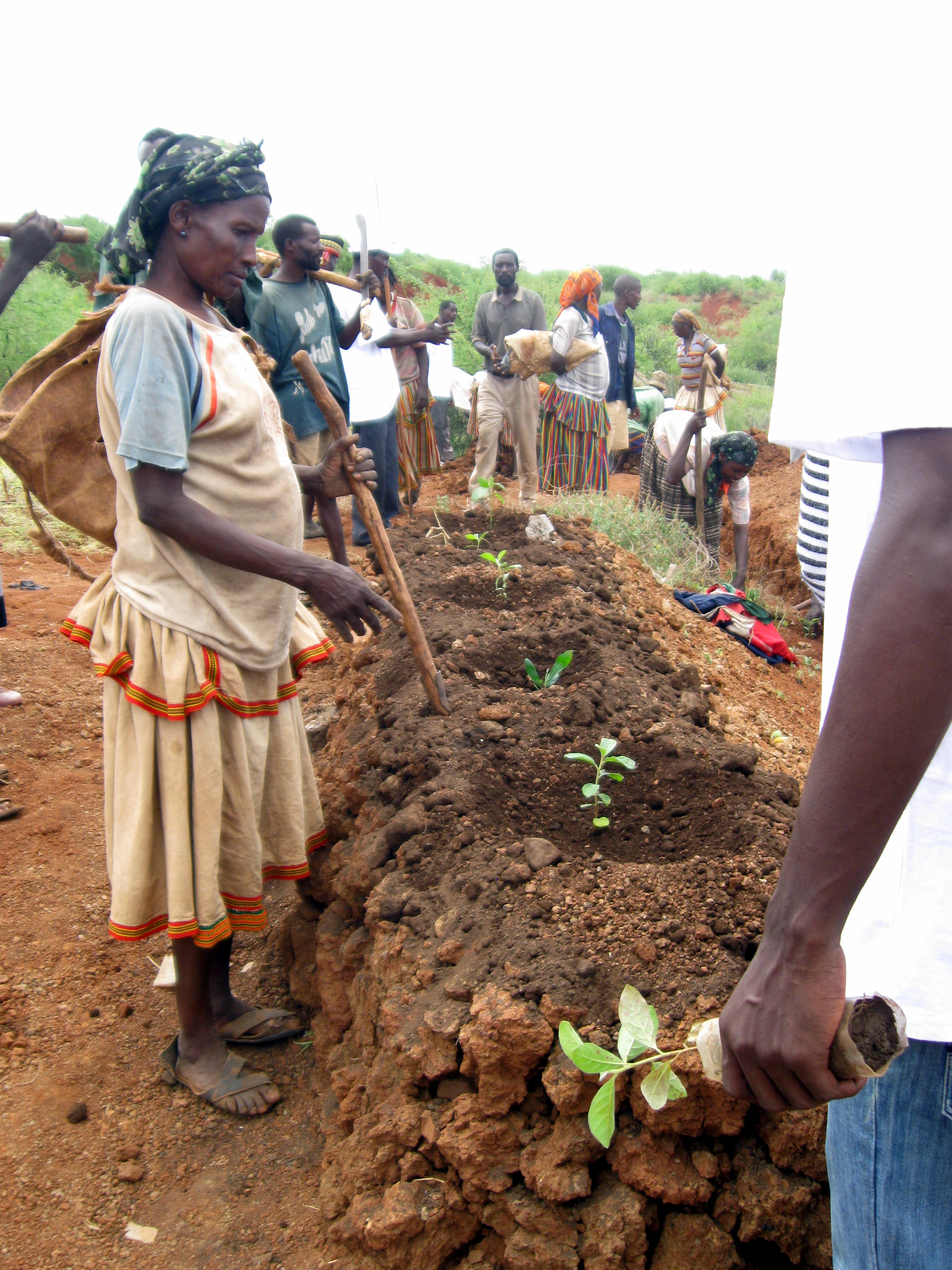
Piantata durante la Giornata mondiale dell'ambiente 2012 in Konso